# مریم طالبی
مریم طالبی، عضو سابق تیم ملی تیراندازی ایران و دارای مدرک C مربیگری ISSF است. وی هم‌اکنون سرمربی تیم ملی تیراندازی تفنگ جمهوری اسلامی ایران می‌باشد.
او هم‌چنین، در مقاطع مختلف مربی و سرمربی تیم ملی تیراندازی بانوان ایران بوده است. وی سابقه دستیاری مربیانی چون الهام هاشمی، گوران ماکسیموویچ و لازلو سوچک را در تیم ملی تیراندازی ایران دارد.

## افتخارات
مدال برنز تفنگ سه وضعیت ۵۰ متر تیمی در بازی‌های آسیایی ۲۰۱۰ گوانگ‌ژو
مدال نقره تفنگ سه وضعیت ۵۰ متر تیمیدر یونیورسیاد جهانی دانشجویان ۲۰۱۵ گوانگ‌ژو
مدال برنز تفنگ درازکش ۵۰ متر تیمی در یونیورسیاد جهانی دانشجویان ۲۰۱۵ گوانگ‌ژو.
مدال برنز تفنگ بادی ۱۰متر تیمی مسابقات تیراندازی قهرمانی آسیا ۲۰۱۳ تهران
مقام پنجم تفنگ بادی ۱۰ متر انفرادی مسابقات تیراندازی قهرمانی آسیا ۲۰۱۳ تهران